# Манас (Дагестан)
Мана́с (кум. Манас) — посёлок городского типа в Карабудахкентском районе Дагестана.
Образует муниципальное образование посёлок Манас со статусом городского поселения как единственный населённый пункт в его составе.
Железнодорожная станция Манас.

## Географическое положение
Посёлок расположен в 9 км к северо-востоку от села Карабудахкент, на железнодорожной ветке Баку — Ростов-на-Дону Северо-Кавказской железной дороги, на левом берегу реки Манасозень. С востока непосредственно к посёлку примыкает село Манаскент. Рядом проходит федеральная автотрасса. Имеется транспортное кольцо.

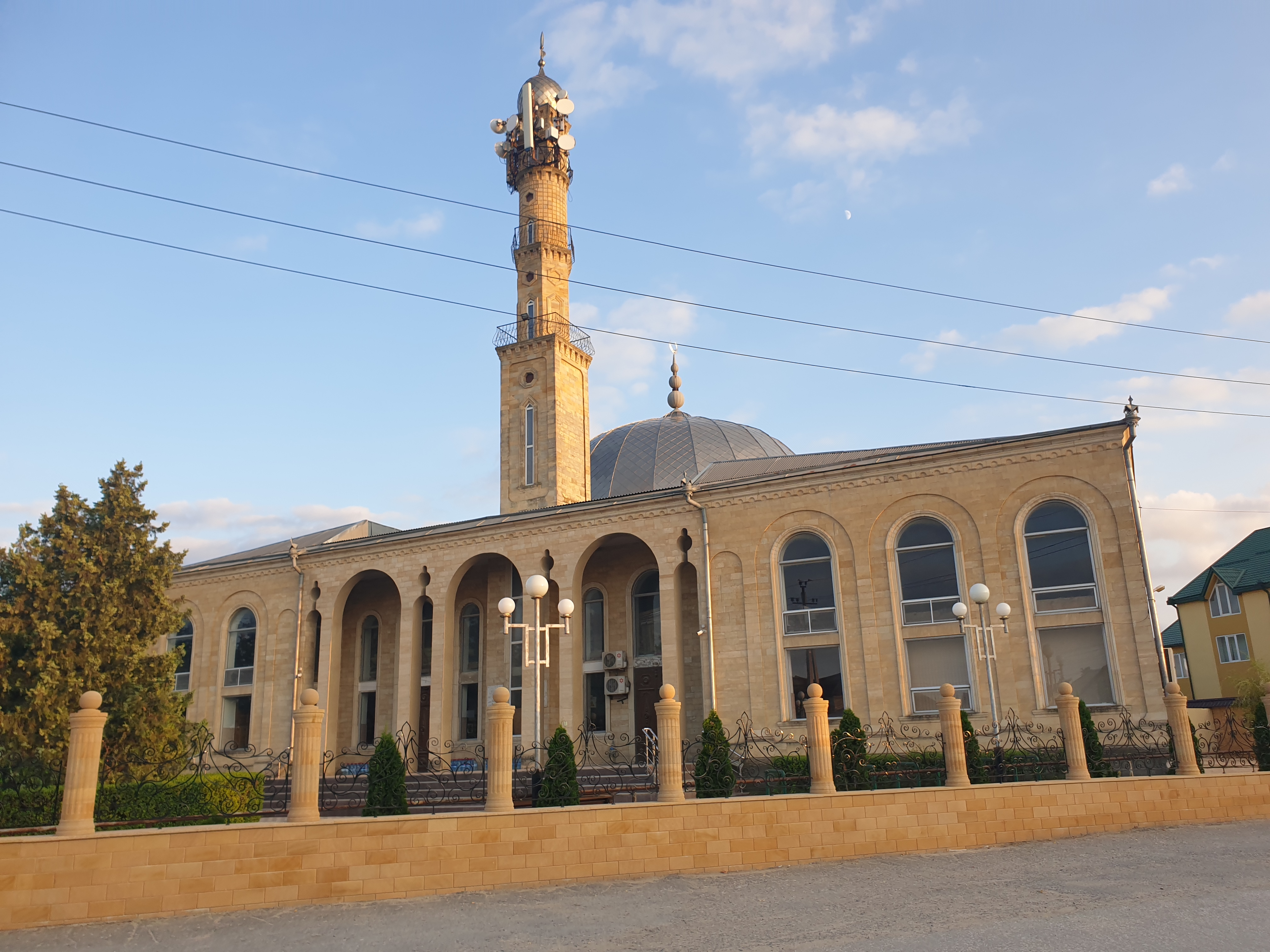
Джума-мечеть посёлка

## История
Железнодорожная станция Манас, устроена в 1900 году при строительстве линии Петровск — Дербент.
По данным на 1929 году железнодорожная станция Манас входила в состав Манас-Кентского сельского совета Махачкалинского района и состояла из 39 хозяйств.
В 1965 году село Манаскент и посёлок железнодорожные станции Манас были объединены «как фактические слившиеся» в один населённый пункт село Манаскент.
Вновь образован, как посёлок городского типа, 25 мая 2005 года постановлением НС РД на территории посёлка при железнодорожной станции Манас, путём выделения последнего из состава пгт Манаскент (тем же постановлением преобразован в село), хотя формально оба населённых пункта существовали и ранее, о чём говорят итоги переписи 2002 года, в которых они представлены раздельно.

## Население
| 1926  | 1939  | 2002  | 2009  | 2010  | 2012  | 2013  |
| ----- | ----- | ----- | ----- | ----- | ----- | ----- |
| 92    | ↗97   | ↗4872 | ↗5333 | ↗5357 | ↗5429 | ↗5526 |
| 2014  | 2015  | 2016  | 2017  | 2018  | 2019  | 2020  |
| ↗5572 | ↗5698 | ↗5834 | ↗5922 | ↗6026 | ↗6133 | ↗6214 |
| 2021  | 2023  | 2024  | 2025  |       |       |       |
| ↗6696 | ↗6753 | ↗6825 | ↗6891 |       |       |       |

Национальный состав
По данным переписи 1926 года на станции проживало 92 человека (55 мужчин и 37 женщин), из которых русские составляли 74 % населения, лакцы — 18 %, персы — 7 %, лезгины — 1 %.
По результатам переписи 2010 года:
- даргинцы — 3165 чел. (59,1 %)
- кумыки — 1521 чел. (28,4 %)
- лакцы — 309 чел. (5,8 %)
- аварцы — 265 чел. (4,9 %)
- русские — 52 чел. (1,0 %)
- другие — 45 чел. (0,8 %)

Национальный состав
По данным Всероссийской переписи населения 2021 года:
| №        | Национальность | Численность, чел. | Доля     |
| -------- | -------------- | ----------------- | -------- |
| 1        | даргинцы       | 3 775             | 56,4 % ▼ |
| 2        | кумыки         | 2 284             | 34,1% ▲  |
| 3        | аварцы         | 330               | 4,9% ▲   |
| 4        | лакцы          | 219               | 3,3% ▼   |
| 4.000001 | не указавшие   | 23                | 0,34 %   |
| 4.000002 | прочие         | 65                | 1 %      |
| 4.000003 | всего          | 6 696             | 100 %    |